# オフィスサカイ
オフィスサカイは、日本の芸能事務所。俳優・モデル・タレントの他、司会者も多く所属している。

## 会社概要
正式社名
株式会社一二三館　オフィスサカイ
業務内容
各種芸能アーティストの養成とマネジメント
俳優の発掘育成・プロデュース
タレント等キャスティング業務
司会、ナレーター、DJ、イベントコンパニオン等の派遣業務
イベント企画、運営業務
設立
1923年（大正12年）3月（Office SAKAI業務開始平成11年）
代表取締役
坂井里久子
住所
〒156-0052 東京都世田谷区経堂1-11-6 富士ビル202

## 所属タレント
【男性】
- 林光哲
- 井桁啓介
- 老藤晃一
- 杉田翔
- 楊英敏
- 康長秀成
- 柘植純一郎
- 馬場泰光
- 伊達昌平
- 吉田高之
- 有馬安俊
- 望月邦秋
- 増永樹
- 龍実（子役）
- 中村武（子役）

【女性】
- 高橋佑奈
- 佐久間あゆみ
- 紗希（子役）
- 島崎未来
- 金次捺七
- 桜子
- 岩崎夏芽
- 花井円香：ヤンチャン学園音楽部卒業
- 日向寺舞
- 織田ゆかり
- 菊地幸代
- 上原エナ
- 都甲典子
- 井上芳美
- 大澤のぞみ
- 吉田久美子
- 安達美惠
- 法城寺エイト
- 青地遼
- 大村月乃（子役）